# Trachystemon
- Commons
- Wikispecies

Trachystemon é um gênero de plantas pertencente à família Boraginaceae.